# أندرو وليامز (لاعب كرة قدم أمريكية)
أندرو وليامز (بالإنجليزية: Andrew Williams)‏ هو لاعب كرة قدم أمريكية أمريكي، ولد في 18 أبريل 1979 في تامبا في الولايات المتحدة.

## وصلات خارجية
- أندرو وليامز على موقع مرجع كرة القدم المحترفة.كوم (الإنجليزية)